# Wolfram SystemModeler
Wolfram SystemModelerは、Wolfram MathCoreによって開発された、エンジニアリングとライフサイエンスのモデリングおよびシミュレーションのためのModelica言語ベースのプラットフォームである。インタラクティブなグラフィカルモデリング・シミュレーション環境とカスタマイズが可能なコンポーネントライブラリを提供する。

## 特徴
Wolfram SystemModeler の特徴には、以下のようなものがある。
- オブジェクト指向で方程式ベースの、非プロプライエタリModelica言語が基になっている
- ドラッグアンドドロップモデリングのためのグラフィカルユーザインターフェース
- 方程式ベースのModelicaモデリング、シミュレーション、文書作成、解析のためのテキストユーザインターフェース
- 非因果的モデリング（コンポーネントベース）と因果的モデリング（ブロックベース）
- 以下のようなマルチドメインモデリング
  - 一次元、三次元の構造
  - 電気機器
  - 水力学
  - 熱力学
  - 制御工学
  - システム生物学
- Mathematica との統合によりモデルとシミュレーションを解析および文書化

## インターフェース
Wolfram SystemModeler のメインのインターフェースであるModel Centerは、インタラクティブなグラフィカル環境であり、カスタマイズ可能なコンポーネントライブラリが一式揃っている。Model Centerで作られたモデルは、Simulation Centerでシミュレーションが行える。このプログラムはMathematica環境と緊密に統合されており、両方のソフトウェアを所有していれば、Mathematica ノートブック内で Wolfram SystemModeler のモデルの開発、シミュレーション、文書化、解析が行える。このソフトウェアはエンジニアリングやライフサイエンスなどの分野で使用される。

## 背景
Wolfram SystemModeler はもともとMathCore Engineeringによって開発され、MathModelica という名称であった。2011年3月30日にWolfram Researchによって買収された。、MathModelica はその後、2012年5月23日に Wolfram SystemModeler として再リリースされた。その際に、Wolfram ResearchのMathematicaとの統合が改善されている。

## モデリング言語
Wolfram SystemModeler はフリーのオブジェクト指向モデリング言語Modelicaを使用する。Modelicaは、物理、電気、電子、水圧、熱、制御、電力などサブコンポーネントや過程指向のサブコンポーネントを含む複雑な物理系をモデル化するのに便利な、オブジェクト指向で方程式ベースの非プロプライエタリ言語である。

## バージョン履歴
| 名称/バージョン     | 日付       |
| ------------------- | ---------- |
| SystemModeler 1.0   | 2011年3月  |
| SystemModeler 3.0   | 2012年5月  |
| SystemModeler 4.0   | 2014年7月  |
| SystemModeler 4.0.1 | 2014年9月  |
| SystemModeler 4.1   | 2015年3月  |
| SystemModeler 4.2   | 2015年12月 |
| SystemModeler 4.3   | 2016年10月 |
| SystemModeler 5.0   | 2017年7月  |
| SystemModeler 5.1   | 2018年3月  |
| SystemModeler 12.0  | 2019年4月  |
| SystemModeler 12.1  | 2020年3月  |
| SystemModeler 12.2  | 2020年12月 |
| SystemModeler 12.3  | 2020年5月  |
| SystemModeler 13.0  | 2021年12月 |
| SystemModeler 13.1  | 2022年7月  |
| SystemModeler 13.2  | 2023年1月  |
| SystemModeler 13.3  | 2023年6月  |
| SystemModeler 14.0  | 2024年1月  |
| SystemModeler 14.1  | 2024年7月  |
| SystemModeler 14.2  | 2025年1月  |
| SystemModeler 14.3  | 2025年8月  |

## 参照
- AMESim
- Modelica
- Mathematica
- モデリング (科学的)
- シミュレーション
- コンピュータシミュレーション
- Dymola
- SimulationX

## ライセンス
Wolfram SystemModelerはプロプライエタリソフトウェアであり、商業秘密法と著作権法で保護されている。